# Szetu nyelv
A szetu nyelv (seto kiil) a dél-észt nyelvjárások egyike. Beszélői, a szetuk Délkelet-Észtországban és Északnyugat-Oroszországban élnek. A terület neve Setumaa, mely a két ország határán terül el.

## A szetu nyelv
A szetu nyelv az uráli nyelvcsalád finnugor ágának balti finn csoportjához tartozik. Közeli rokonságot mutat a finnel, de különösképp az észttel, így tulajdonképpen nem tekinthető önálló nyelvnek, csupán a négy dél-észt nyelvjárás (võru, seto, mulgi, tarto) egyikének.

## Nyelvi státusz
A szetuk száma manapság kb. 12000 fő, de nem használja mindenki aktívan a nyelvet. A szetunak nincs hivatalos nyelvi státusza, így az észtországi szetuk hivatalos nyelvként az észtet, az oroszországi szetuk pedig az oroszt használják. A szetu nyelv így tulajdonképpen kisebbségi nyelvnek tekinthető, bár beszélői és aktivitái mindent megtesznek azért, hogy az észt parlament hivatalos nyelvként ismerje el. A  szetu identitás megőrzése szempontjából a nyelvnek kiemelten fontos szerepe van.

## Nyelvi példák[3]
Az emberi jogok egyetemes nyilatkozatának első cikke:
- Seto: Kõik inemiseq sünnüseq avvo ja õiguisi poolõst ütesugumaidsist. Näile om annõt mudsu ja süämetun'stus ja nä piät ütstõõsõga vele muudu läbi kjauma.
- Võro: Kõik inemiseq sünnüseq avvo ja õiguisi poolõst ütesugumaidsis. Näile om annõt mudsu ja süämetunnistus ja nä piät ütstõõsõga vele muudu läbi käümä.
- Észt: Kõik inimesed sünnivad vabadena ja võrdsetena oma väärikuselt ja õigustelt. Neile on antud mõistus ja südametunnistus ja nende suhtumist üksteisesse peab kandma vendluse vaim.
- Finn: Kaikki ihmiset syntyvät vapaina ja tasavertaisina arvoltaan ja oikeuksiltaan. Heille on annettu järki ja omatunto, ja heidän on toimittava toisiaan kohtaan veljeyden hengessä.
- Magyar: Minden emberi lény szabadon születik és egyenlő méltósága és joga van. Az emberek, ésszel és lelkiismerettel bírván, egymással szemben testvéri szellemben kell hogy viseltessenek.

## Szetu irodalom, kiadványok
A szetuk eposza, a Peko 1995-ben jelent meg. A szetuk évente 1-2 számmal megjelenő újsága a Setomaa, amely fele részben szetu, fele részben észt nyelven közöl cikkeket. Emellett nyelvtan- és gyerekkönyvek is kiadásra kerültek szetu nyelven.